# Showtime (film, 1979)
Showtime (originaltitel: All That Jazz) är en amerikansk musikalfilm från 1979 i regi av Bob Fosse.
Filmen valdes 2001 ut av USA:s kongressbibliotek för att bevaras i National Film Registry. Showtime placerade sig 2006 på 14:e plats på American Film Institutes lista över de 25 bästa amerikanska musikalfilmerna genom alla tider.
Filmen nominerades till nio Oscars och vann fyra vid Oscarsgalan 1980. Den vann även Guldpalmen vid filmfestivalen i Cannes samma år. Filmen hade svensk premiär den 5 september 1980 på biograferna Sandrew 1 och Victoria i Stockholm.

## Handling
Joe Gideon koreograferar och väljer dansare till sin uppsättning av en stor musikal samtidigt som han arbetar på en spelfilm om en stand-up komiker. Gideon har även självdestruktiva tendenser, han kedjeröker, tar droger och dricker mycket alkohol. När han drabbas av kärlkramp under en särskilt stressig repetition hamnar han på sjukhus. Gideon försöker ignorera symptomen men kollapsar och blir tvungen att stanna på sjukhuset. 
Istället för vila under sjukhusvistelsen festar han med sina besökare, röker och flirtar med kvinnor. Efter att Gideons film haft premiär nås han av de negativa recensionerna och drabbas av en hjärtinfarkt. Han genomgår en bypassoperation och under återhämtningen upplever han händelser från sitt liv i form av glittrande musikalnummer.

## Rollista
| Roy Scheider      | – Joe Gideon       |
| Jessica Lange     | – Angelique        |
| Leland Palmer     | – Audrey Paris     |
| Ann Reinking      | – Kate Jagger      |
| Cliff Gorman      | – Davis Newman     |
| Ben Vereen        | – O'Connor Flood   |
| Erzsebet Foldi    | – Michelle         |
| Michael Tolan     | – doktor Ballinger |
| Max Wright        | – Joshua Penn      |
| William LeMassena | – Jonesy Hecht     |

## Mottagande
Showtime har fått ett mestadels positivt mottagande av kritiker och på Rotten Tomatoes har filmen betyget 85%, baserat på 34 kritikerrecensioner med ett genomsnittligt betyg på 7,5 av 10.
I The Los Angeles Times beskrevs den "livliga självbiografin" som ett "firande av filmmediets möjligheter." Av Variety fick filmen beröm för koreografin och skådespelarinsatserna, men kritik för att den brister i förklaringen av vad som verkligen motiverar Gideon. Vincent Canby på The New York Times påpekade att även om Showtime hade en stil och ett tema som påminde om Fellinis 8 ½ liknade den mer "en frispråkig variation på Peter Pan och andra medelålders pojkar som vägrat växa upp", han beskrev filmen som en "upprorisk uppvisning av briljans, nerv, dans, sentimentala bekännelser, insiderskämt och i synnerhet ego."

### Nomineringar och priser
| År   | Pris                                    | Kategori                       | Resultat  |
| ---- | --------------------------------------- | ------------------------------ | --------- |
| 1979 | Bodilpriset                             | Bästa icke-europeiska film     | Vann      |
| 1979 | New York Film Critics Circle Awards     | Bästa regi                     | 3:e plats |
| 1980 | Oscar                                   | Bästa scenografi               | Vann      |
| 1980 | Oscar                                   | Bästa kostym                   | Vann      |
| 1980 | Oscar                                   | Bästa klippning                | Vann      |
| 1980 | Oscar                                   | Bästa musikbearbetning         | Vann      |
| 1980 | Oscar                                   | Bästa film                     | Nominerad |
| 1980 | Oscar                                   | Bästa regi                     | Nominerad |
| 1980 | Oscar                                   | Bästa manliga huvudroll        | Nominerad |
| 1980 | Oscar                                   | Bästa originalmanus            | Nominerad |
| 1980 | Oscar                                   | Bästa foto                     | Nominerad |
| 1980 | Guldpalmen                              | Tävlingssektionen, Cannes 1980 | Vann      |
| 1980 | Golden Globe Award                      | Bästa manliga huvudroll        | Nominerad |
| 1980 | National Society of Film Critics Awards | Bästa manliga huvudroll        | Nominerad |
| 1981 | BAFTA Awards                            | Bästa foto                     | Vann      |
| 1981 | BAFTA Awards                            | Bästa klippning                | Vann      |
| 1981 | BAFTA Awards                            | Bästa manliga huvudroll        | Nominerad |
| 1981 | BAFTA Awards                            | Bästa kostym                   | Nominerad |
| 1981 | BAFTA Awards                            | Bästa scenografi               | Nominerad |
| 1981 | BAFTA Awards                            | Bästa ljud                     | Nominerad |
| 1981 | Nippon Academy-shō                      | Årets utländska film           | Nominerad |

### Engelska originalcitat
1. ↑  "spirited autobiography", "celebration of the possibilities of film."
2. ↑  "it is the most forthrightly candid variation ever worked out on Peter Pan and all other middle-aged boys who have refused to grow up"
3. ↑  "uproarious display of brilliance, nerve, dance, maudlin confessions, inside jokes and, especially, ego"